# كليف لاك
كليف لاك هو لاعب هوكي الجليد كندي، ولد في 19 سبتمبر 1909 في ساسكاتون في كندا، وتوفي في 1 ديسمبر 1990.